# Жукова, Ксения Владимировна
Жукова Ксения Владимировна (род. в 1985 году) — российский прозаик, драматург, журналист.

## Биография
Родилась 22 апреля 1985 года в городе Москве. Окончила Литературный институт им. А. М. Горького (семинар Фарита Нагимова). Прозаик, драматург, журналист.
Произведения публиковались в журналах «Юность», «Современная драматургия», «Студенческий меридиан», «Волга — XXI век», газетах «Новое время», «Литературная газета», сборниках «Остров», «Новые имена», «Новые имена в драматургии», «Новые писатели», «Детская литература» и др.
Автор книги для подростков «Шарик» (издательство «Кетлеров», 2019). Автор поставленных пьес для детей и подростков «Котлеты с зеленым горошком», «Октябрь. Немножко осени», «Всем миром» и др.
Неоднократный член жюри прозаических и драматургических конкурсов (Международного драматургического конкурса «ЛитоДрама», конкурса «Действующие лица», Международной премии в области литературного творчества для детей «Алиса» и др.).
Живёт в Москве.

## Современники о Ксении Жуковой
Станислав Секретов (критик, заведующий отделом общества и культуры литературного журнала «Знамя»): «Жукова размышляет о том, в чем заключается дружба, что означает это понятие. Разобраться в вопросе предстоит центральному персонажу… Вроде, сюжет прост… Однако Жукова, опираясь на традицию, идет другим путем, делая развязку актуальной, современной».

## Награды и премии
- Лауреат Международной независимой литературной премии «Дебют» (в номинации «драматургия»);
- Неоднократный лауреат конкурса драматургии «Евразия» (в номинации «пьесы для детского театра»);
- Неоднократный финалист международного литературного конкурса произведений для детей и юношества «Корнейчуковская премия»;
- Финалист российской культурно-просветительской премии «Нонконформизм».